# Ford Mondeo (cuarta generación)
El Ford Mondeo Mk V (cuarta generación), también conocido como Ford Fusion, con nombre en código CD391, fue presentado por Ford en el Salón Internacional del Automóvil de Norteamérica de 2012 en Detroit, Míchigan. Dado que comparte plataforma con el Fusion, es muy similar desde el frente en términos de diseño al Fiesta Mk VI rediseñado y al Focus Mk III rediseñado, la parte delantera es similar a la del Focus 2014, así como al rediseño del Fiesta 2012, y también está inspirada en el concepto Ford Evos 2011, así como en varios vehículos Aston Martin.
Con un equipo de diseño con sede en Detroit para la fase de planificación y lanzamiento global, el nuevo modelo toma muchas señales de estilo de la generación anterior del Ford Mondeo y del Ford Fusion estadounidense de la generación anterior.
Al igual que los últimos rediseños del Focus, el Focus de cuarta generación y el Fiesta, el nuevo Mondeo se asienta sobre una plataforma global compartida con el ahora idéntico Fusion que se vende en América del Norte. Sin embargo, el nombre Fusion se usó en Sudáfrica, a pesar de que el Mondeo se vendió anteriormente en ese país.
Se presentó en el Salón Internacional del Automóvil de Norteamérica de 2012 y Salón del Automóvil de París de 2012, sin embargo, Ford retrasó la producción ese año y comenzó la producción de este Mondeo en 2014, al mismo tiempo que el Focus Mk III rediseñado.

## Producción
La producción está en:
- Almusafes, Ford Valencia Body & Assembly,  España
- Chongqing,  China

## Descripción general
En el Salón del Automóvil de París de 2012, Ford confirmó los detalles del producto y retrasó el lanzamiento europeo desde principios del verano de 2013 hasta finales del otoño de 2014 para abordar problemas de calidad en el aumento de la producción del Mondeo de cuarta generación que recibe actualizaciones. Más tarde se explicó que las ventas europeas del último Mondeo se retrasarían "al menos un año" debido al cierre en 2013 de la planta de Ford en Genk, que es donde se habían producido generaciones anteriores del automóvil para los mercados europeos.
En octubre de 2014, finalmente apareció en Europa la cuarta generación del Mondeo, fabricado en Valencia en Almusafes, propulsado por una gama de motores de cuatro cilindros que ofrecen 160-240 CV (118-177 kW) para los coches de gasolina/gasolina y 115-180 CV (85-132 kW) para compradores de diesel. La unidad más pequeña de tres cilindros "Econetic" de 125 CV estaba programada para 2015 y también se habló de una versión con tracción en las cuatro ruedas programada para una fecha futura.
Desde 2018, el motor EcoBoost de 1.5 L tiene una potencia de salida máxima de 165 CV.
El coche está disponible con faros Dynamic LED . Además, una novedad en su clase es la introducción de un cinturón de seguridad inflable trasero para reducir la presión sobre el cuerpo del ocupante en caso de choque.
Para el mercado australiano, la línea de Mondeo para 2020 se ha reducido solo al Ambiente base, con características de seguridad activa adicionales de variantes anteriores de alto grado y llantas de aleación más grandes. Esto es antes de que el Mondeo se descontinúe por completo en Australia a mediados de 2020.
Ford inicialmente negó los rumores de finalizar la producción del Mondeo y los monovolúmenes S-Max y Galaxy estrechamente relacionados en Europa, pero en marzo de 2021 la compañía anunció que descontinuaría la producción del Mondeo en Europa y Argentina sin un sucesor directo. . Esta generación de Mondeo es para Europa y la última generación, y es la última generación para Europa porque el interés de los clientes por esta clase y estas carrocerías que tiene el Mondeo ha empezado a decaer. El último Mondeo en Europa aparcado en gris en la planta de Ford Valencia Body & Assembly en Almusafes

## Tren motriz

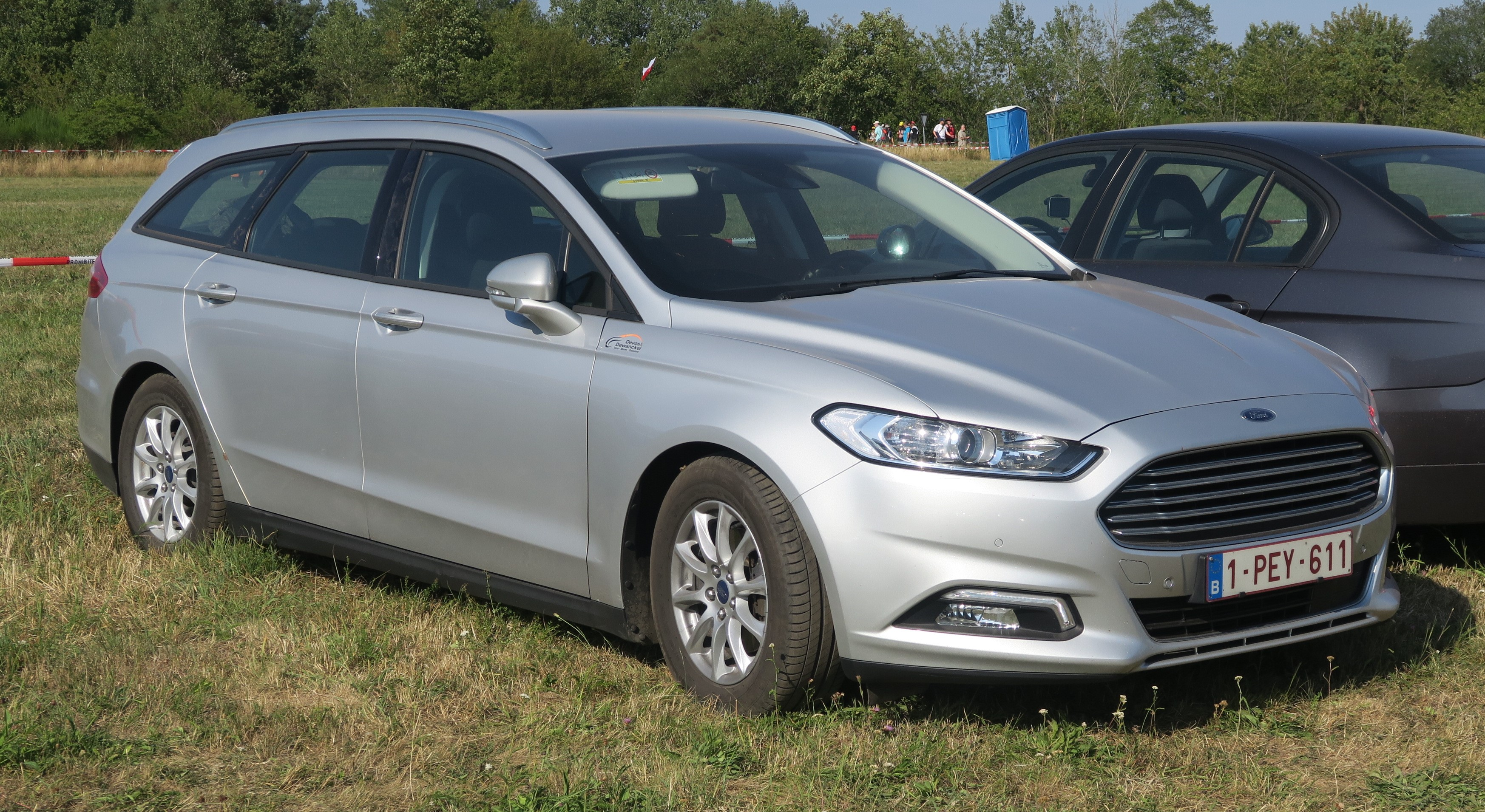
Ford Mondeo Mk V

La gama no incluye motores de cinco o seis cilindros, y en el lanzamiento contará con una gama completa de motores Ford EcoBoost . A partir de septiembre de 2013, Ford añadió un Ecoboost de tres cilindros y 123 CV, que supuestamente produce 125 g/km de emisiones de CO2 . En 2014, se añadió un híbrido equipado con una batería de iones de litio y un motor de gasolina de 2.0 litros de ciclo Atkinson de 185 CV. Los motores de gasolina EcoBoost a menudo fueron llamados GTDI por Monde
Cuando llegó el rediseño, y llegó en 2019, Ford descontinuó los motores DuraTORQ TDCi para el Mondeo, porque esos motores fueron reemplazados por EcoBlue, una nueva serie de diésel, y comenzaron los mismos diésel, solo que con menos emisiones, diferente consumo y una nueva serie de motores (nueva etiqueta).

## Galería

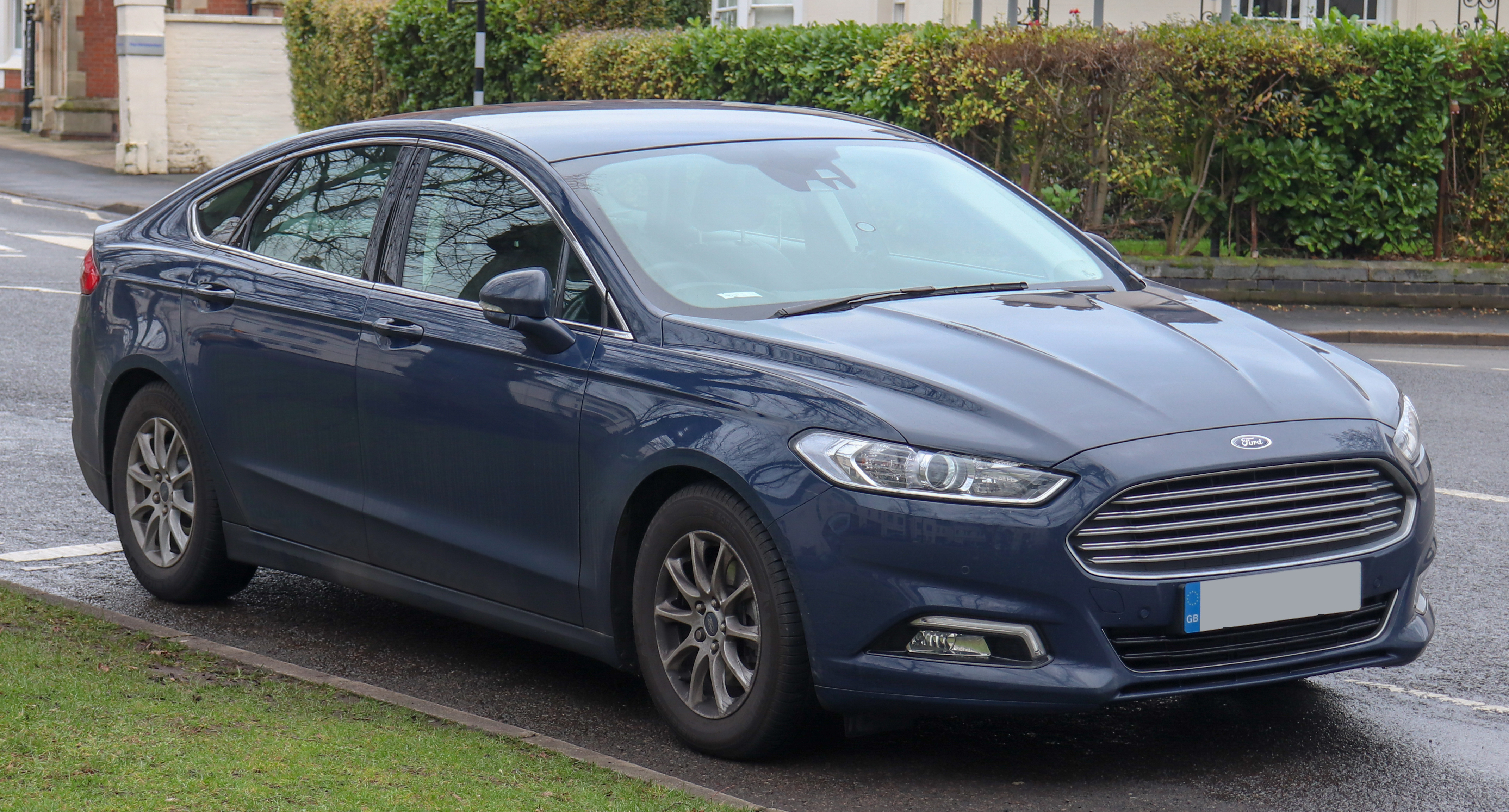
Vista frontal
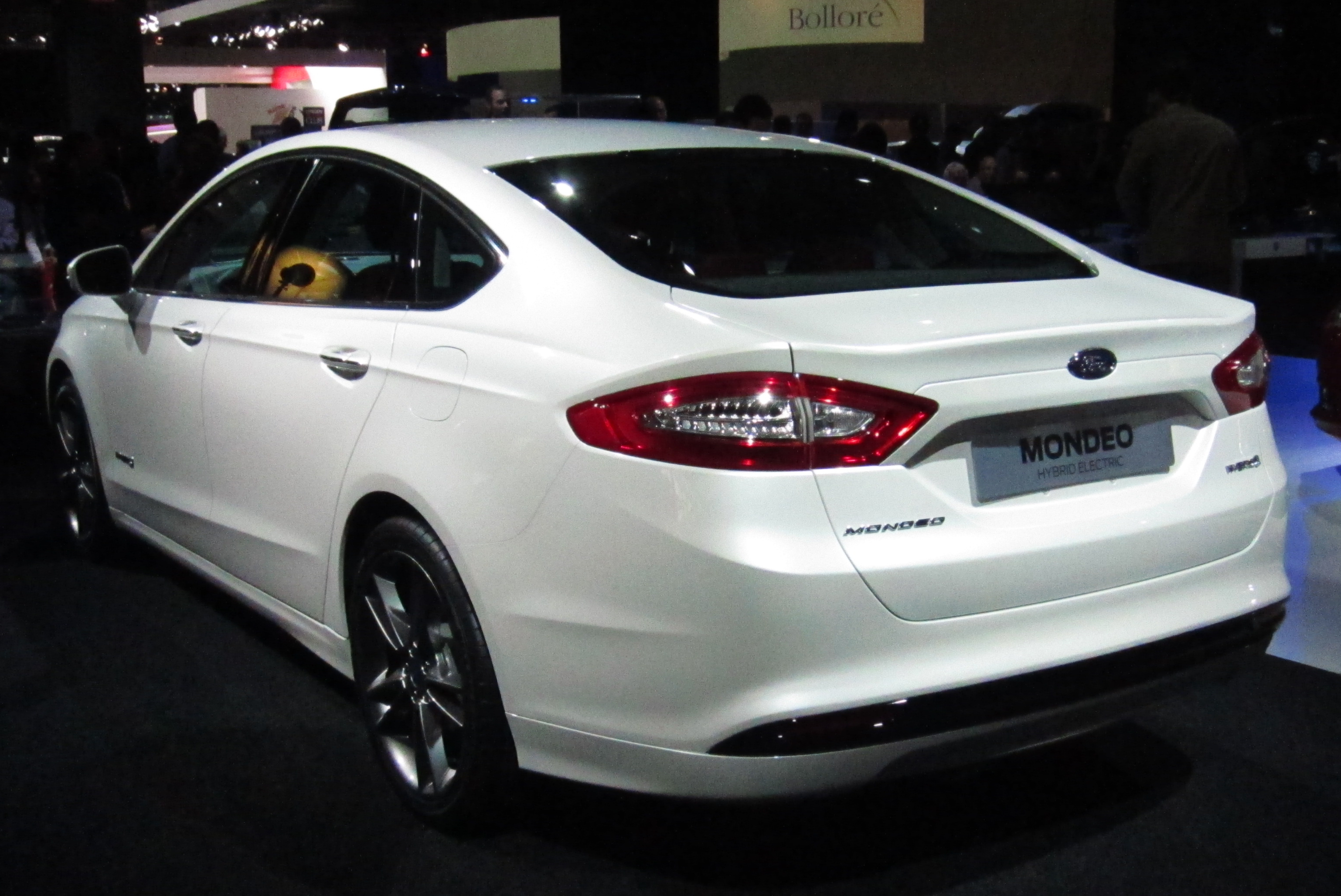
Sedán
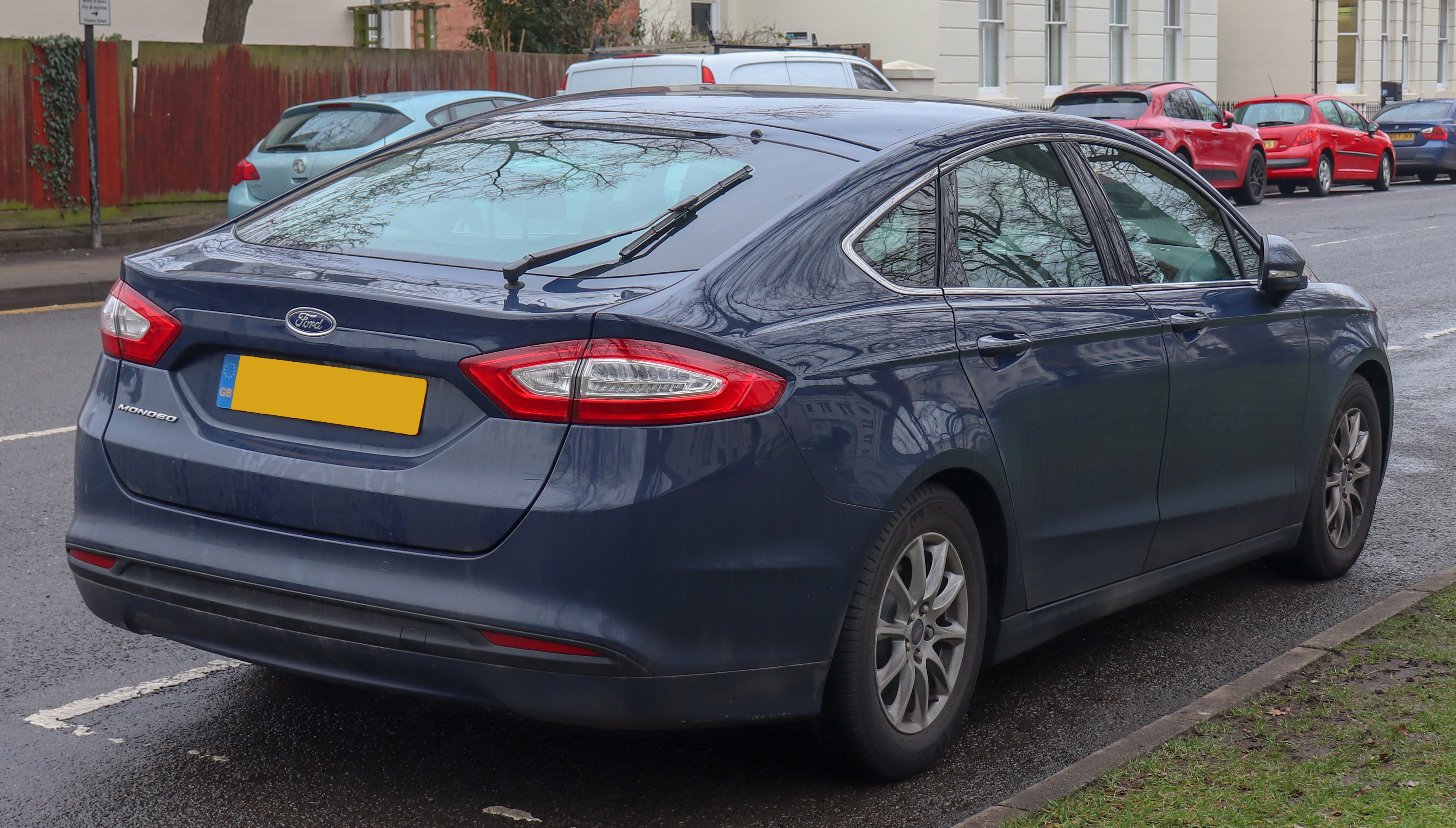
Liftback
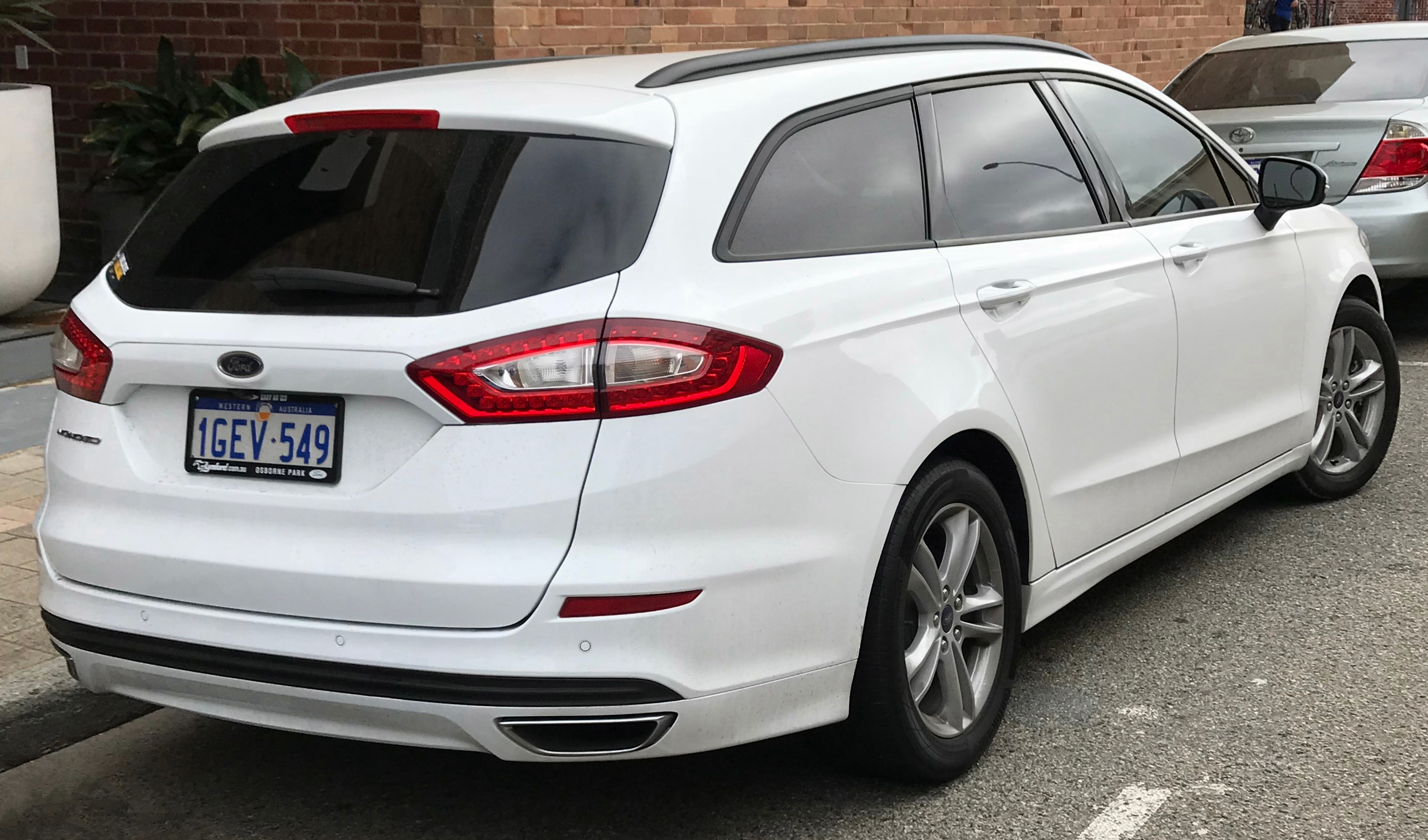
Familiar
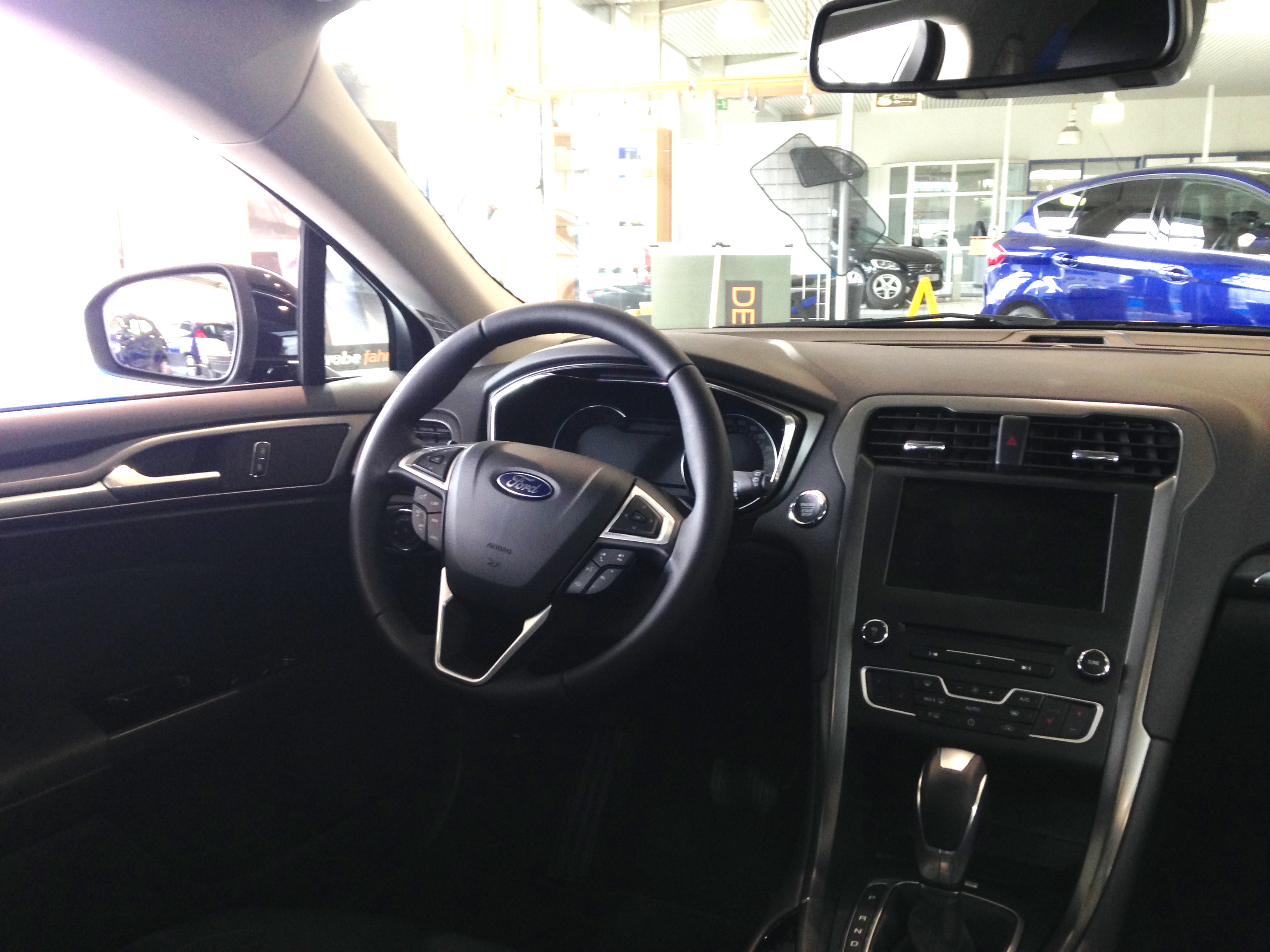
Interior
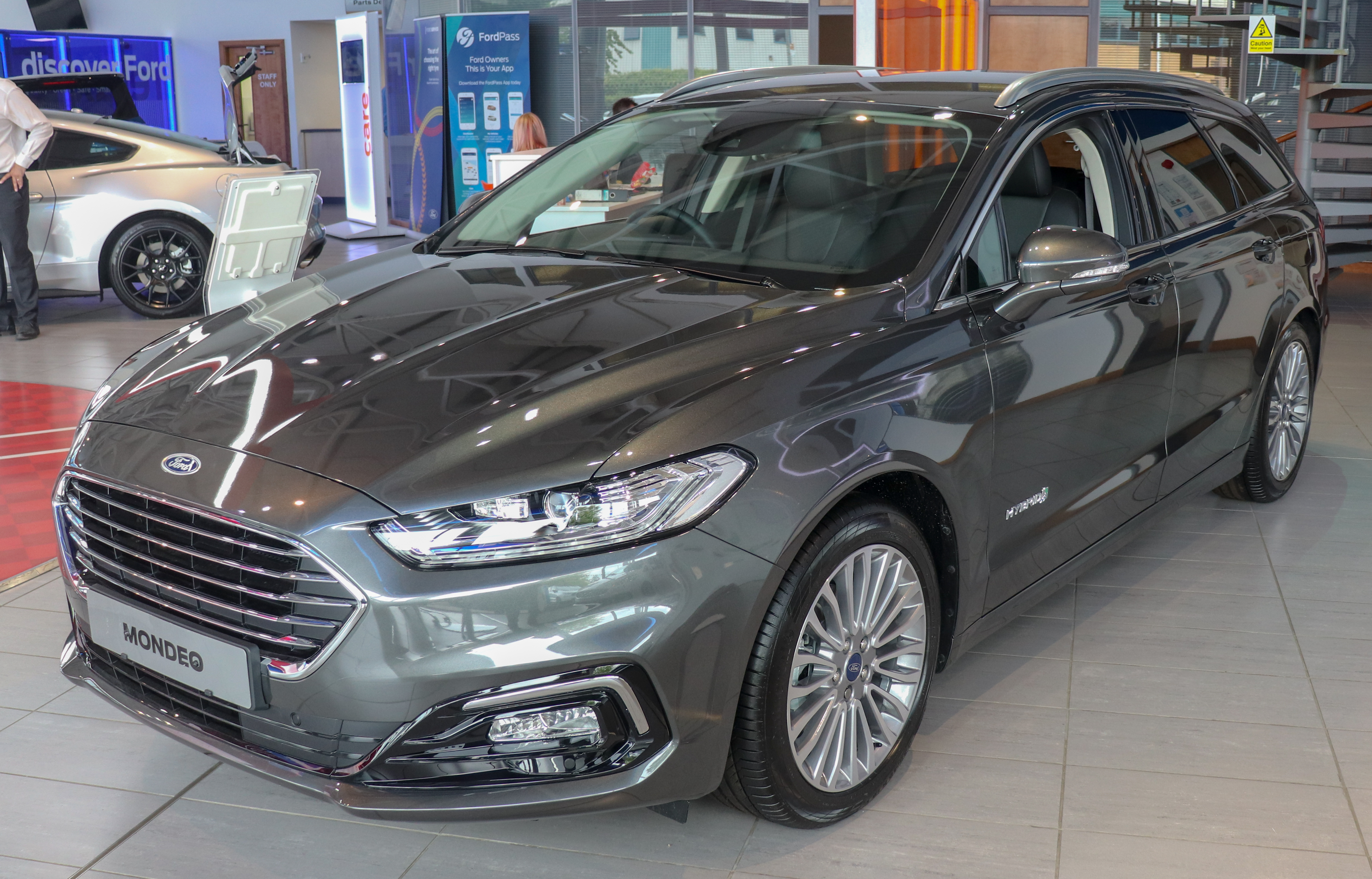
Vista frontal, rediseño
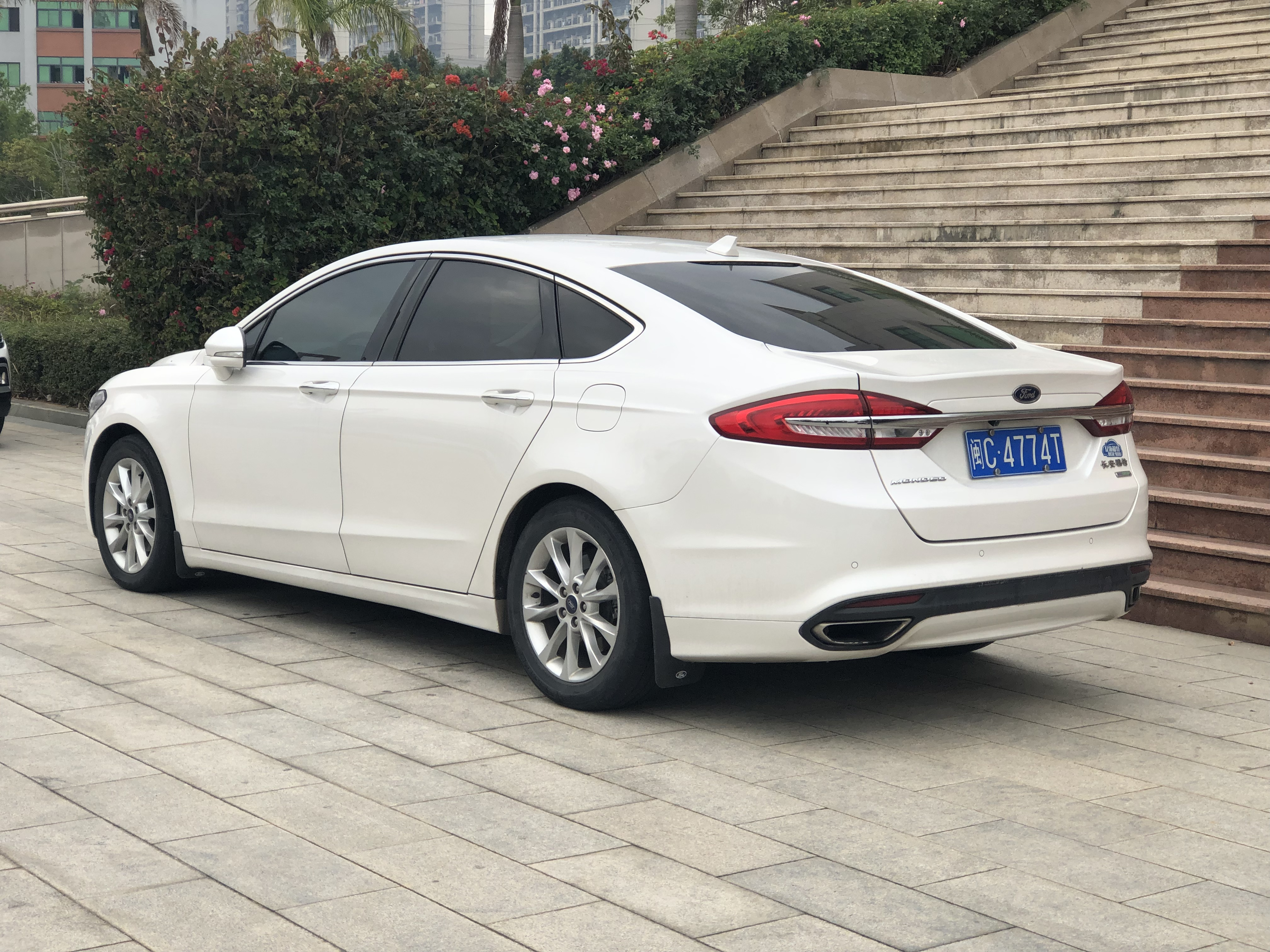
Sedán, rediseño
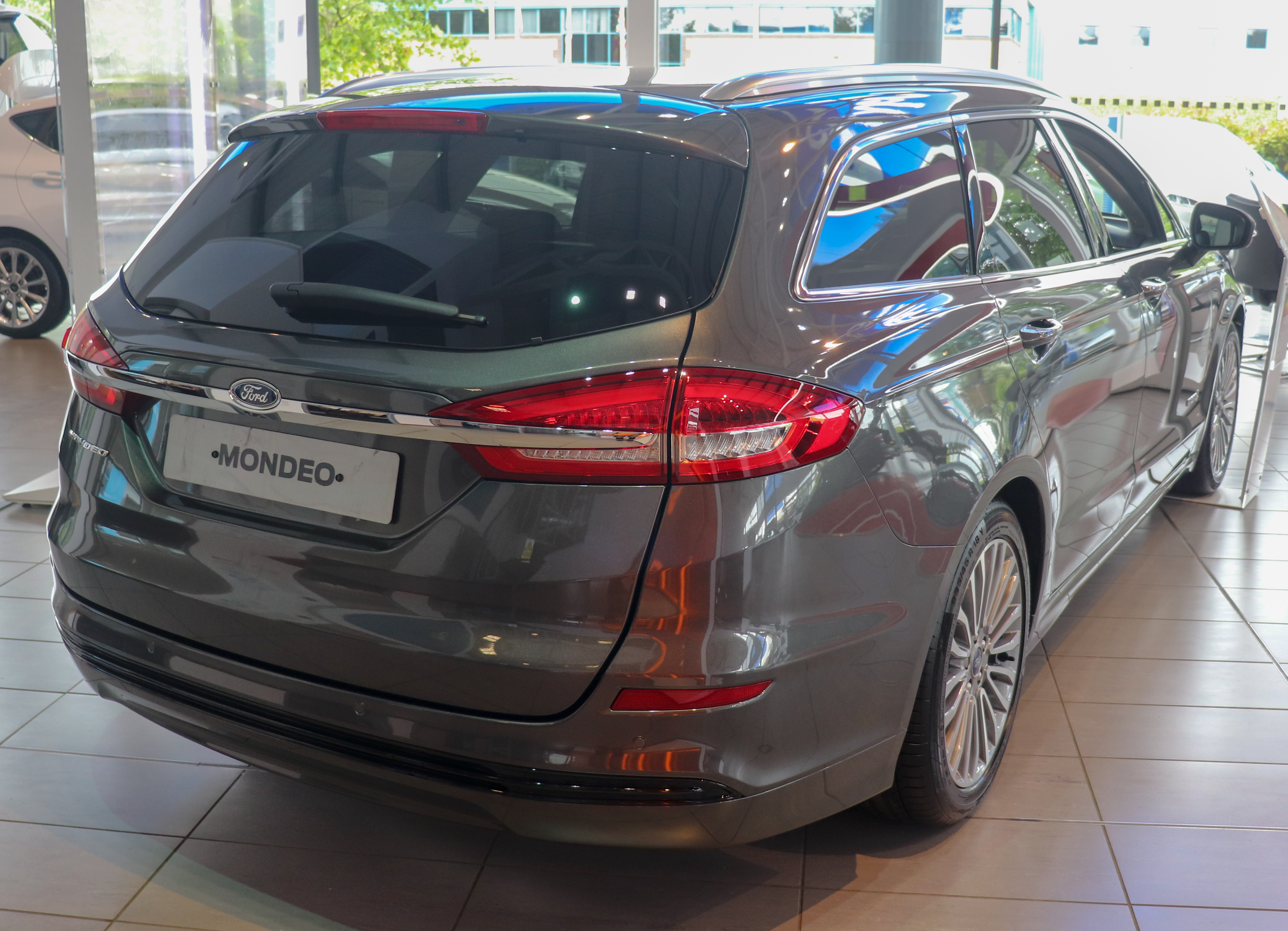
Familiar, rediseño
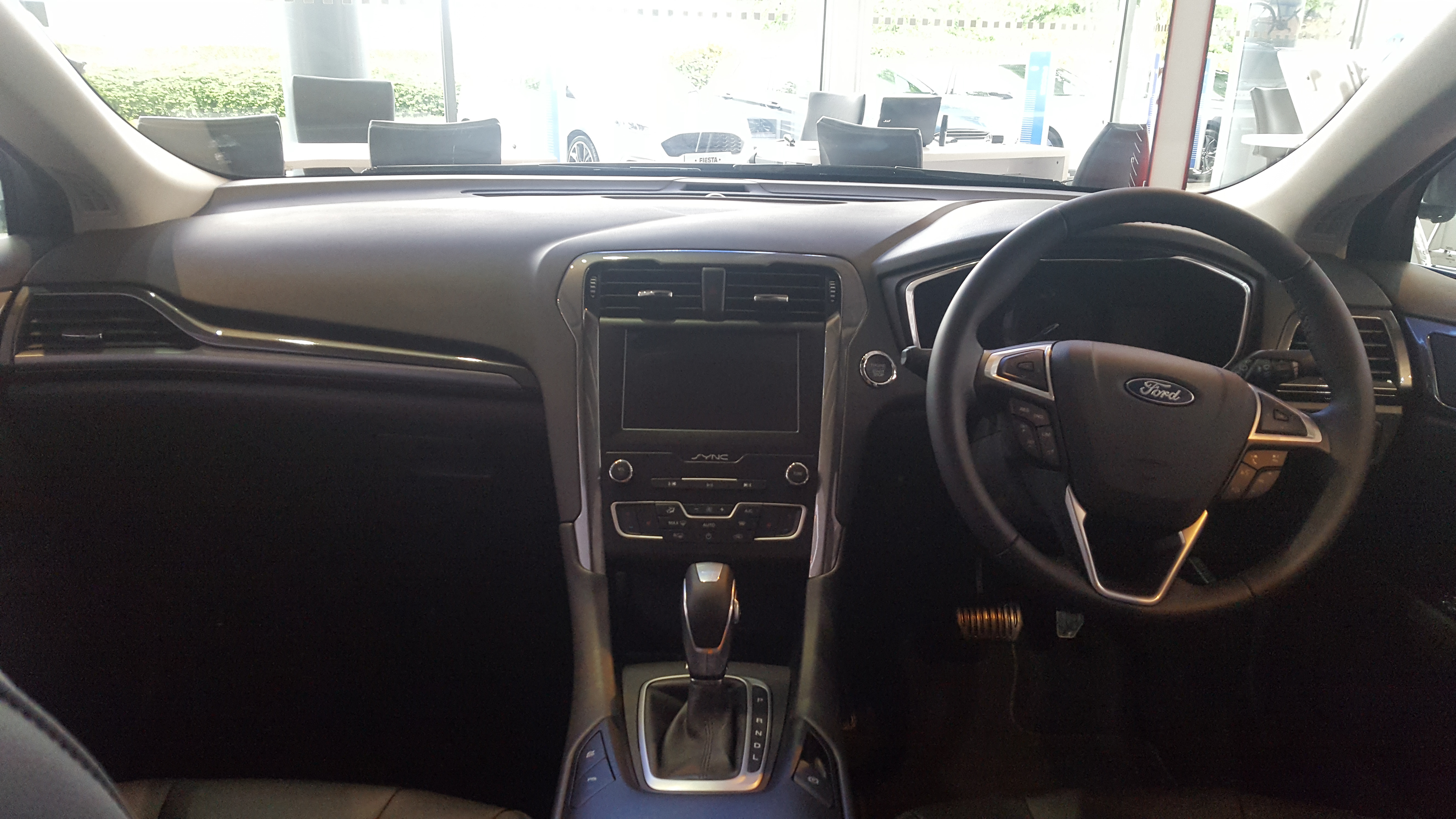
Interior, rediseño